# Набиев, Энвер Альбертович
Энве́р Альбертович Наби́ев (род. 3 февраля 1988, Каспийск, Дагестанская АССР, РСФСР, СССР) — военнослужащий ВС РФ, начальник штаба танкового батальона, гвардии майор. Участник российского вторжения на Украину в 2022 году. Герой Российской Федерации (01.09.2022).

## Биография
Родился 3 февраля 1988 года в Каспийске (Дагестан), его родовым селом является Джаба Ахтынского района. По национальности — лезгин. Учился в каспийской школе № 6. Отец строитель. Женат, имеет сына и дочь. В 2010 году окончил Казанское высшее танковое командное училище, после чего стал командиром взвода.
В начале 2022 года проходил военную службу в Улан-Удэ в должности начальника штаба-заместителя командира танкового батальона 5-й отдельной гвардейской танковой бригады (по другим данным — 45-й отдельной гвардейской танковой бригады) З6-й общевойсковой армии Восточного военного округа.
С первых дней участвовал во вторжении России на Украину. Действовал в составе головной походной заставы. Участвовал в обеспечении прохода главных сил через город Бородянка. По утверждению российских СМИ, подразделение под командованием Набиева убило 50 украинских солдат.
1 сентября 2022 года был удостоен звания Героя Российской Федерации. 22 сентября 2022 года Глава Дагестана Сергей Меликов вручил Набиеву памятные именные часы Главы Республики Дагестан. 23 сентября выступил в ходе открытия акции-концерта в поддержку вторжения России на Украину, на Центральной площади Махачкалы. 15 ноября 2022 года Сергей Меликов наградил Набиева Орденом «За заслуги перед Республикой Дагестан».